# Karol Łowiński
Karol Jan Łowiński (ur. 24 marca 1871 w Wałczu, zm. 26 lipca 1936 w Krakowie) – polski inżynier mechanik, profesor.
Absolwent Politechniki w Charlottenburgu. Pracował jako inżynier mechanik w hutach w Ostrowcu Świętokrzyskim i Częstochowie.
W latach 1921–1924 był wykładowcą walcownictwa i kuźnictwa na Politechnice Warszawskiej. W 1924 roku został profesorem nadzwyczajnym katedry maszyn górniczych na Akademii Górniczej w Krakowie. Dziekan Wydziału Hutniczego AG w latach 1926–1929 i jego prodziekan w latach 1929–1932.
Prowadził badania nad oporem plastycznym i stygnięciem walcowatych profili.

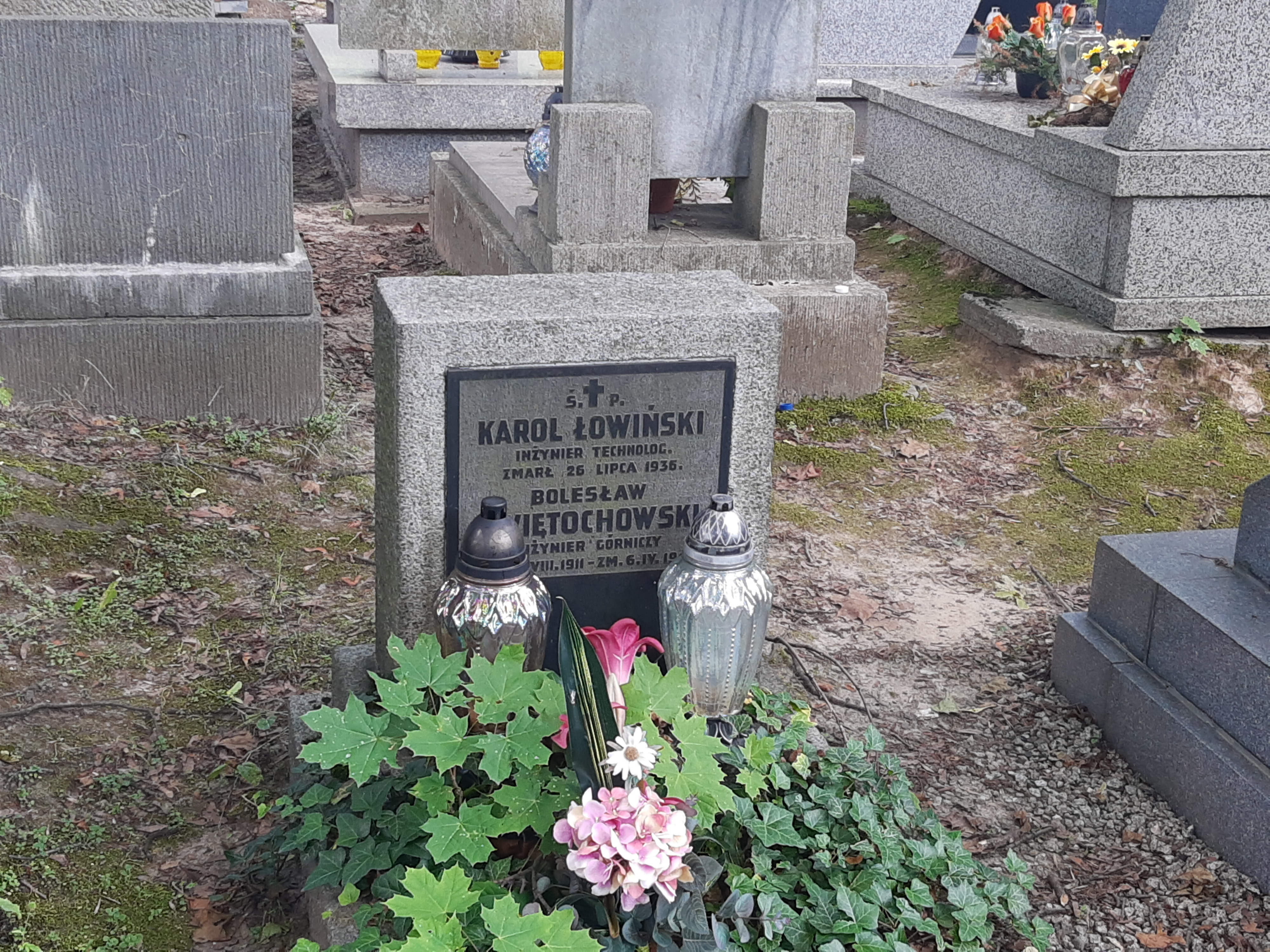
Grób prof. Karola Łowińskiego

Pochowany na cmentarzu Rakowickim w Krakowie (kwatera XXXII-zach.-3). Jego imię nosi ulica w Krakowie, w dzielnicy Wzgórza Krzesławickie.